# Severin Maffi
Severin Maffi, slovenski inženir elektrotehnike in politik, * 29. avgust 1955.
Med 20. junijem in 8. decembrom 2000 je bil državni sekretar Republike Slovenije na Ministrstvu za gospodarske dejavnosti Republike Slovenije.